# Wagner Rosário
Wagner de Campos Rosário (nacido en Juiz de Fora) es un auditor brasileño, Ministro de Transparencia, Fiscalización y Control de Brasil desde 2017 hasta 2022. Asumió el cargo en mayo de 2016, primero de forma interina, bajo la presidencia de Michel Temer. Fue confirmado en el cargo por el presidente Jair Bolsonaro. También fue capitán del Ejército Brasileño.

## Carrera

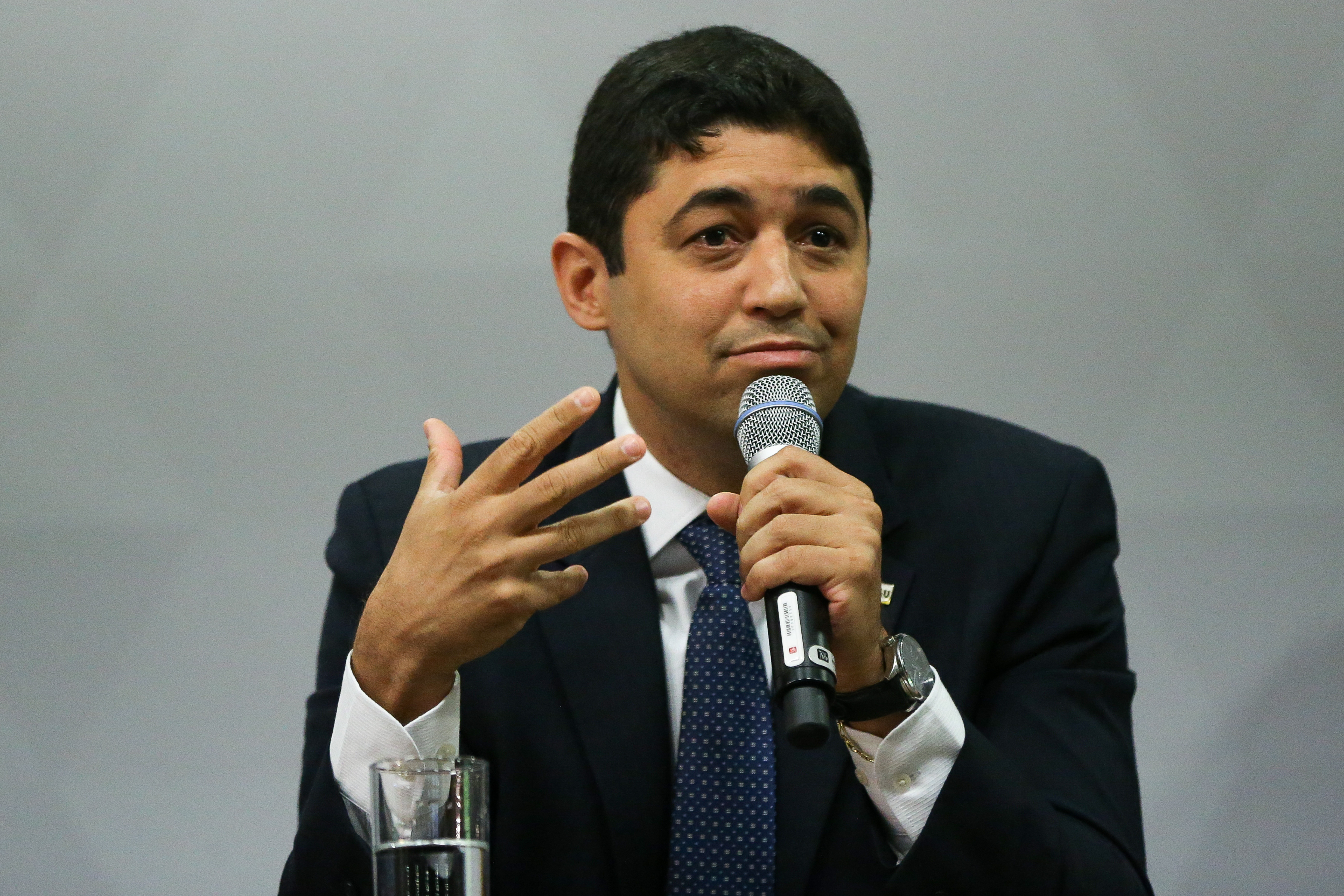
El Ministro de Transparencia y Contralor General de la Unión, Wagner Rosário, durante el lanzamiento de la campaña Todos juntos contra la corrupción

Graduado en ciencias militares en la Academia Militar das Agulhas Negras, tiene un posgrado de la Escuela de Perfeccionamiento de Oficiales del Ejército (2004), y una maestría en lucha contra la corrupción y estado de derecho de la Universidad de Salamanca (2016). También se graduó en educación física en la Escuela de Educación Física del Ejército (2000), teniendo una maestría en educación física de la Universidad Católica de Brasilia (2003) y un posgrado en fisiología del ejercicio de la Universidad Gama Filho (2003).
Desde 2009 es auditor federal de finanzas y control. Fue funcionario de carrera del Ministerio de Transparencia, Fiscalización y Control, desde agosto de 2016 hasta marzo de 2017, llegando a ser secretario ejecutivo de la cartera.
Asumió interinamente el cargo de ministro de Transparencia, Fiscalización y Control el 31 de mayo de 2017, tras la salida de Torquato Jardim, que asumió como ministro de Justicia.